# 李長明
李長明（？—？），男，福建人，清朝武官，教習出身。

## 生平
李長明於1768年（乾隆33年）奉旨接替龔宣，於台灣地區擔任台灣水師協副將。而隸屬台灣鎮之下的此官職是台灣清治時期的這階段，全台灣的海防軍事層級最高武將，其統帥三標水營，數千名水師兵勇。